# Campeonato da Oceania de Atletismo de 2017
O Campeonato da Oceania de Atletismo de 2017 foi a 16ª edição da competição organizada pela Associação de Atletismo da Oceania entre os dias 28 a 1 de julho de 2017. O evento foi realizado em conjunto com os campeonatos sub-20 e o sub-18 de 2017. Teve como sede o Estádio Nacional de Fiji, na cidade de Suva, nas Fiji, sendo disputadas 43 provas (22 masculino, 20 feminino e 1 misto). 

## Medalhistas
Originalmente estavam programados 47 eventos para o campeonato, no entanto, 3 eventos femininos e um evento masculino foram cancelados por falta de inscrição. Resultando em um total de 43 eventos com medalhas.
Resultados completos podem ser encontrados na página da Associação de Atletismo da Oceania. 

### Masculino
| Evento                      | Ouro                                                                             | Ouro                                  | Prata                                                                                 | Prata                                 | Bronze                                                                       | Bronze                                |
| --------------------------- | -------------------------------------------------------------------------------- | ------------------------------------- | ------------------------------------------------------------------------------------- | ------------------------------------- | ---------------------------------------------------------------------------- | ------------------------------------- |
| 100 metros                  | Jeremy Dodson · Samoa                                                            | 10.86                                 | Nazmie-Lee Marai · Papua-Nova Guiné                                                   | 10.88                                 | Jonty Flottmann · Austrália                                                  | 10.99                                 |
| 200 metros                  | Jeremy Dodson · Samoa                                                            | 20.80                                 | Nazmie-Lee Marai · Papua-Nova Guiné                                                   | 21.64                                 | Wesley Logorava · Papua-Nova Guiné                                           | 21.77                                 |
| 400 metros                  | Murray Goodwin · Austrália                                                       | 47.53                                 | Samuela Railoa · Fiji                                                                 | 48.16                                 | Theo Piniau · Papua-Nova Guiné                                               | 48.49                                 |
| 800 metros                  | Alain Dutton · Austrália                                                         | 1:56.06                               | Martin Orovo · Papua-Nova Guiné                                                       | 1:57.21                               | Alex Beddoes · Ilhas Cook                                                    | 2:01.46                               |
| 1 500 metros                | Alain Dutton · Austrália                                                         | 4:16.20                               | George Yamak · Papua-Nova Guiné                                                       | 4:17.28                               | Martin Orovo · Papua-Nova Guiné                                              | 4:21.71                               |
| 5 000 metros                | Simbai Kaspar · Papua-Nova Guiné                                                 | 15:50.25                              | Patrick Kam · Ilhas Salomão                                                           | 16:04.12                              | Liam Woollett · Austrália                                                    | 16:09.59                              |
| 10 000 metros               | Avikash Lal · Fiji                                                               | 33:16.04                              | Patrick Kam · Ilhas Salomão                                                           | 33:46.88                              | Simbai Kaspar · Papua-Nova Guiné                                             | 33:56.83                              |
| 5 km marcha atlética        | Todos os concorrentes desqualificados                                            | Todos os concorrentes desqualificados | Todos os concorrentes desqualificados                                                 | Todos os concorrentes desqualificados | Todos os concorrentes desqualificados                                        | Todos os concorrentes desqualificados |
| 10 km marcha atlética       | Pramesh Prasad · Fiji                                                            | 1:06:53.42                            |                                                                                       |                                       |                                                                              |                                       |
| 110 metros barreiras        | Terrell Mckenzie · Austrália                                                     | 14.77                                 | Talatala Po'oi · Tonga                                                                | 15.51                                 | Kolone Alefosio · Samoa                                                      | 15.78                                 |
| 400 metros barreiras        | Ephraim Lerkin · Papua-Nova Guiné                                                | 51.71                                 | Mowen Boino · Papua-Nova Guiné                                                        | 53.57                                 | Harrison Roubin · Austrália                                                  | 54.25                                 |
| 3.000 metros com obstáculos | Atama Vunibola · Fiji                                                            | 11:15.27                              |                                                                                       |                                       |                                                                              |                                       |
| 4×100 metros estafetas      | Austrália · Sam Toleman · Jonty Flottmann · Terrell McKenzie · Nicholas Bate     | 41.51                                 | Papua-Nova Guiné · Nelson Stone · Nazmie-Lee Marai · Wesley Logorava · Charles Livuan | 41.87                                 | Samoa · Shu Peng Ah Vui · Quinton Dodson · Joseph Paletasala · Jeremy Dodson | 41.88                                 |
| 4×400 metros estafetas      | Fiji · Emosi Sukanaivalu · Kameli Sauduadua · Sailosi Tubuilagi · Samuela Railoa | 3:17.83                               | Papua-Nova Guiné · Emmanuel Wanga · Peniel Joshua · Ephraim Lerkin · Kaminiel Matlaun | 3:18.30                               | Tonga · Heamatangi Tu'ivai · Fine Tokai · Larry Sulunga · Ronald Fotof       | 3:22.40                               |
| Salto em altura             | Malakai Kaiwalu · Fiji                                                           | 2.04m                                 | Sebastian Gray · Austrália                                                            | 1.98m                                 | Meli Kolanavanua · Fiji                                                      | 1.90m                                 |
| Salto com vara              | Caihe Caihe · Nova Caledônia                                                     | 3.80m                                 |                                                                                       |                                       |                                                                              |                                       |
| Salto em comprimento        | Isireli Bulivorovoro · Fiji                                                      | 7.28m w                               | Sam Toleman · Austrália                                                               | 7.14m w                               | Waisale Dausoko · Fiji                                                       | 7.00m                                 |
| Salto triplo                | Peniel Richard · Papua-Nova Guiné                                                | 14.56m                                | Kalaveti Mokosiro · Fiji                                                              | 13.66m                                | Andrew Allan · Nova Zelândia                                                 | 13.30m                                |
| Arremesso de peso           | Mustafa Fall · Fiji                                                              | 15.68m                                | Debono Paraka · Papua-Nova Guiné                                                      | 15.64m                                | Jean Vehikite · Nova Caledônia                                               | 13.10m                                |
| Lançamento de disco         | Alexander Rose · Samoa                                                           | 61.12m                                | Mustafa Fall · Fiji                                                                   | 45.86m                                | Debono Paraka · Papua-Nova Guiné                                             | 44.40m                                |
| Lançamento do martelo       | Ram Abhineet · Fiji                                                              | 55.17m                                | Debono Paraka · Papua-Nova Guiné                                                      | 39.45m                                |                                                                              |                                       |
| Lançamento do dardo         | Ben Burnell · Nova Zelândia                                                      | 78.10m                                | Alex Wood · Nova Zelândia                                                             | 65.79m                                | Pita Tamani · Fiji                                                           | 65.10m                                |
| Decatlo                     | Max Attwell · Nova Zelândia                                                      | 6975 pts                              | Martin Clark · Austrália                                                              | 6171 pts                              | Matthew Wecker · Austrália                                                   | 6031 pts                              |

### Feminino
| Evento                      | Ouro                                                                               | Ouro                               | Prata                                                                           | Prata                              | Bronze                                                                        | Bronze                             |
| --------------------------- | ---------------------------------------------------------------------------------- | ---------------------------------- | ------------------------------------------------------------------------------- | ---------------------------------- | ----------------------------------------------------------------------------- | ---------------------------------- |
| 100 metros                  | Toea Wisil · Papua-Nova Guiné                                                      | 11.63                              | Morgan Gaffney · Austrália                                                      | 12.24                              | Jessica Peris · Austrália                                                     | 12.27                              |
| 200 metros                  | Toea Wisil · Papua-Nova Guiné                                                      | 23.24                              | Larissa Pasternatsky · Austrália                                                | 23.56                              | Jessica Peris · Austrália                                                     | 24.06                              |
| 400 metros                  | Jessica Haig · Austrália                                                           | 57.70                              | Shirley Vunatup · Papua-Nova Guiné                                              | 58.35                              | Elenani Tinai · Fiji                                                          | 58.70                              |
| 800 metros                  | Keely Waters · Austrália                                                           | 2:12.49                            | Tia Brady · Austrália                                                           | 2:13.38                            | Poro Gahekave · Papua-Nova Guiné                                              | 2:20.71                            |
| 1 500 metros                | Hannah Miller · Nova Zelândia                                                      | 4:36.07                            | Audrey Hall · Austrália                                                         | 4:43.54                            | Poro Gahekave · Papua-Nova Guiné                                              | 4:47.26                            |
| 5 000 metros                | Hannah Miller · Nova Zelândia                                                      | 17:08.47                           | Audrey Hall · Austrália                                                         | 17:29.15                           | Sharon Firisua · Ilhas Salomão                                                | 18:08.05                           |
| 10 000 metros               | Sharon Firisua · Ilhas Salomão                                                     | 37:54.60                           | Dianah Matekali · Ilhas Salomão                                                 | 39:47.00                           | Sophie Bouchonnet · Polinésia Francesa                                        | 39:56.76                           |
| 5 km marcha atlética        | Cancelado devido a nenhum inscrito                                                 | Cancelado devido a nenhum inscrito | Cancelado devido a nenhum inscrito                                              | Cancelado devido a nenhum inscrito | Cancelado devido a nenhum inscrito                                            | Cancelado devido a nenhum inscrito |
| 10 km marcha atlética       | Cancelado devido a nenhum inscrito                                                 | Cancelado devido a nenhum inscrito | Cancelado devido a nenhum inscrito                                              | Cancelado devido a nenhum inscrito | Cancelado devido a nenhum inscrito                                            | Cancelado devido a nenhum inscrito |
| 100 metros barreiras        | Ashleigh Sando · Nova Zelândia                                                     | 14.37                              | Summer Johnson · Austrália                                                      | 14.57                              | Carla Takchi · Austrália                                                      | 14.82                              |
| 400 metros barreiras        | Raylyne Kanam · Papua-Nova Guiné                                                   | 1:05.40                            | Trudy Davidson · Austrália                                                      | 1:07.35                            | Ariana Blackwood · Nova Zelândia                                              | 1:07.96                            |
| 3.000 metros com obstáculos | Cancelado devido a nenhum inscrito                                                 | Cancelado devido a nenhum inscrito | Cancelado devido a nenhum inscrito                                              | Cancelado devido a nenhum inscrito | Cancelado devido a nenhum inscrito                                            | Cancelado devido a nenhum inscrito |
| 4×100 metros estafetas      | Austrália · Summer Johnson · Jessica Peris · Morgan Gaffney · Larissa Pasternatsky | 46.26                              | Fiji · Laisani Moceisawana · Makereta Naulu · Elenoa Sailosi · Younis Bese      | 47.88                              | / Norte da Austrália Mikielee Snow Emily Dixon Natasha Rudder Kayla Montagner | 49.07                              |
| 4×400 metros estafetas      | Austrália · Tia Brady · Trudy Davidson · Hannah Cox · Jessica Haig                 | 3:56.86                            | Papua-Nova Guiné · Shirley Vunatup · Nancy Malamut · Leonie Beu · Raylyne Kanam | 4:05.11                            | Fiji · Maria Noela · Elenani Tinai · Tavenisa Senigacali · Filomena Balobalo  | 4:19.87                            |
| Salto em altura             | Rellie Kaputin · Papua-Nova Guiné                                                  | 1.65m                              | Rosalia Raqato · Fiji                                                           | 1.56m                              | Nanise Tavisa · Fiji                                                          | 1.53m                              |
| Salto com vara              | Jamie Scroop · Austrália                                                           | 4.00m                              | Katherine Iannello · Austrália                                                  | 3.60m                              |                                                                               |                                    |
| Salto em comprimento        | Rellie Kaputin · Papua-Nova Guiné                                                  | 5.86m                              | Jessie Harper · Austrália                                                       | 5.75m                              | Ashleigh Sando · Nova Zelândia                                                | 5.66m                              |
| Salto triplo                | Rellie Kaputin · Papua-Nova Guiné                                                  | 13.05m                             | Allison Nankivell · Austrália                                                   | 12.91m w                           | Anna Thomson · Nova Zelândia                                                  | 12.51m                             |
| Arremesso de peso           | Maddison-Lee Wesche · Nova Zelândia                                                | 15.27m                             | Ashley Bologna · Nova Caledônia                                                 | 14.68m                             | ʻAta Maama Tuutafaiva · Tonga                                                 | 14.07m                             |
| Lançamento de disco         | Patria Vaimaona · Samoa Americana                                                  | 45.48m                             | Tereapii Tapoki · Ilhas Cook                                                    | 44.83m                             | Falakika Fakate · Nova Caledônia                                              | 41.68m                             |
| Lançamento do martelo       | Mikayla Horan / Norte da Austrália                                                 | 46.63m                             | Emma Werner · Austrália                                                         | 44.80m                             | Coranne Truques · Nova Caledônia                                              | 43.72m                             |
| Lançamento do dardo         | Linda Selui · Nova Caledônia                                                       | 47.29m                             | Sharon Toako · Papua-Nova Guiné                                                 | 43.54m                             | Elena Caucau · Fiji                                                           | 40.27m                             |
| Heptatlo                    | Adrine Monagi · Papua-Nova Guiné                                                   | 4639 pts                           | Ariana Backwood · Nova Zelândia                                                 | 4369 pts                           | Vicky Clark · Austrália                                                       | 4136 pts                           |

### Misto
| Evento                   | Ouro                                                                       | Ouro    | Prata                                                                       | Prata   | Bronze                                                                  | Bronze  |
| ------------------------ | -------------------------------------------------------------------------- | ------- | --------------------------------------------------------------------------- | ------- | ----------------------------------------------------------------------- | ------- |
| Revezamento medley 800 m | Austrália · Carla Takchi · Jordan Shelley · Jessica Payne · Murray Goodwin | 1:33.94 | Fiji · Laisani Moceisawana · Aaron Powell · Makereta Naulu · Samuela Railoa | 1:35.78 | / Norte da Austrália Emily Dixon Jaqson Dagan Kayla Montagner Jay Stone | 1:38.76 |

## Quadro de medalhas
| Ordem | País                 | Medalha de ouro | Medalha de prata | Medalha de bronze | Total |
| ----- | -------------------- | --------------- | ---------------- | ----------------- | ----- |
| 1     | Austrália            | 11              | 14               | 8                 | 33    |
| 2     | Papua-Nova Guiné     | 10              | 12               | 7                 | 29    |
| 3     | Fiji                 | 8               | 6                | 7                 | 21    |
| 4     | Nova Zelândia        | 6               | 2                | 4                 | 12    |
| 5     | Samoa                | 3               | 0                | 2                 | 5     |
| 6     | Nova Caledônia       | 2               | 1                | 3                 | 6     |
| 7     | Ilhas Salomão        | 1               | 3                | 1                 | 5     |
| 8     | / Norte da Austrália | 1               | 0                | 2                 | 3     |
| 9     | Samoa Americana      | 1               | 0                | 0                 | 1     |
| 10    | Tonga                | 0               | 1                | 2                 | 3     |
| 11    | Ilhas Cook           | 0               | 1                | 1                 | 2     |
| 12    | Polinésia Francesa   | 0               | 0                | 1                 | 1     |
| Total | Total                | 43              | 40               | 38                | 121   |

## Participantes (não oficial)
Um total de 22 equipes participaram do campeonato sênior. Havia 21 nações com uma equipe regional da Austrália. 
| - Samoa Americana (3) - Austrália (37) - / Norte da Austrália (11) - Ilhas Cook (6) - Estados Federados da Micronésia (5) - Fiji (42) - Polinésia Francesa (1) | - Guam (8) - Kiribati (2) - Ilhas Marshall (2) - Nauru (6) - Nova Caledônia (12) - Nova Zelândia (15) - Ilha Norfolk (1) | - Marianas Setentrionais (1) - Palau (1) - Papua-Nova Guiné (29) - Samoa (17) - Ilhas Salomão (9) - Tonga (8) - Tuvalu (5) - Vanuatu (5) |